# Amy (jeu vidéo)
Pour les articles homonymes, voir Amy.
Amy est un jeu vidéo d'horreur, sorti en 2012, disponible sur PlayStation Network et Xbox Live Arcade et conçu par Paul Cuisset. Le jeu a été développé par VectorCell et édité par Lexis Numérique.
Amy est un jeu où le joueur évolue dans un décor angoissant et sombre. Il incarne Lana, la babysitter d'Amy. Il faut évoluer dans un univers rempli de zones infestées de zombies tout en vous aidant des talents d'Amy pour survivre et avancer dans les 5 niveaux du jeu.

## Accueil
L'accueil critique de Amy a été très mauvais, certains le considérant à sa sortie comme l'un des plus mauvais jeux de l'année.
- Destructoid : 1,5/10[1]
- Gameblog : 4/10[2]
- Gamekult : 4/10[3]
- Game Informer : 3/10[4]
- GamesRadar+ : 1/5[5]
- IGN : 2/10[6]
- Jeuxvideo.com : 12/20[7]